# San Pablo en las Tres Fuentes (título cardenalicio)
San Pablo en las Tres Fuentes es un título cardenalicio diaconal de la Iglesia Católica. Fue instituido por el papa Benedicto XVI en 2010 con la bula Purpuratis Patribus.

## Titulares
- Mauro Piacenza (20 de noviembre de 2010)